# 一条内政
一条 内政（いちじょう ただまさ）は、安土桃山時代の公家・大名。土佐一条氏の第5代当主。権中納言・一条兼定の嫡男。

## 生涯
永禄5年（1562年）、一条兼定の嫡男として、土佐国幡多郡中村に生まれる。
天正元年（1573年）9月、長宗我部元親によって父・兼定が隠居させられ、形式的な土佐国主となった。これにより、元親が土佐国内に実効支配を行ったとされるが（大津御所体制論）、この御所体制という概念の存在を疑問視する研究者もいる。また、この際に元服し、土佐に下向していた宗家の当主・一条内基（うちもと）から偏諱を受け、内政と名乗る（ただし「内」の読みは異なる）。
『信長公記』天正8年6月26日条では、明智光秀を介して織田信長に献上した長宗我部元親のことを「土佐国捕佐せしめ候長宗我部土佐守」と表現しているが、これは信長の織田政権が内政を土佐国主と認識していた、もしくは意図的に国主と認定することで陪臣である長宗我部元親の土佐支配を否認して、信長ー内政ー元親の秩序に服従するように要求したと解する秋澤繁の説がある。
ところが、天正9年（1581年）2月、内政は長宗我部氏家臣の波川清宗の謀叛に加わった嫌疑により、伊予法華津に追放された。同国の法華津氏や豊後大友氏に援助を求めるが、その地で病死したとも、元親によって毒殺されたともいう。あるいは、天正8年（1580年）5月に伊予国邊浦に放たれて殺害されたともされる。前述の秋澤説では、長宗我部側からすれば信長が認めた土佐国主・一条内政の追放によって、元親は織田政権への服属拒否の姿勢を示し、両者の関係は断絶・交戦状態に入ったと解している。

## 官歴
『歴名土代』による。
- 天正元年（1573年） 日付不詳：元服
- 天正2年（1574年） 12月13日：従五位上（直叙）、左近衛少将
- 天正5年（1577年） 正月11日：左近衛中将。正月27日：従四位下（越階）[9]、右中将如元

## 系譜
- 父：一条兼定（1543-1585）
- 母：宇都宮豊綱の娘
- 正室：長宗我部元親の娘
  - 男子：一条政親（1578?-?）
  - 女子：女[10]

## 参考史料
- 秋澤繁「織豊期長宗我部氏の一側面-土佐一条氏との関係（御所体制）をめぐって-」（初出:『土佐史談』215号（2000年）/所収:平井上総 編『シリーズ・織豊大名の研究 第一巻 長宗我部元親』戎光祥出版、2014年 ISBN 978-4-86403-125-7））
- 中脇聖「土佐一条兼定権力の特質について」（『十六世紀史論叢』2号、2013年）
- 正宗敦夫編『諸家伝』日本古典全集刊行会、1940年
- 坂本武雄編、坂本清和補訂『公卿辞典 三訂増補』国書刊行会、1994年　ISBN 4-336-00008-5